# Gran Hotel (sèrie de televisió)
Gran Hotel és una sèrie de ficció, emesa per Antena 3 produïda per Bambú Producciones per a la temporada 2011/2012 i que es va estrenar el 4 d'octubre de 2011. Està protagonitzada, entre d'altres, per Yon González i Amaia Salamanca i rodada en diferents punts de Santander, destacant el Palacio de la Magdalena, el “Gran Hotel” de la sèrie. La sèrie es va estrenar superant els 3,7 milions d'espectadors, un 20% d'audiència.

## Argument
Els esdeveniments transcorren en 1905. Julio Olmedo (Yon González) arriba fins a l'idíl·lic Gran Hotel per investigar la desaparició de la seva germana Cristina (Paula Prendes), que treballava com encarregada de planta. Allà, Julio anirà coneixent el personal de l'hotel i entablirà relació amb una de les filles de la familia Alarcón, propietària de l'hotel, Alicia (Amaia Salamanca), qui l'ajudarà en les seves investigacions. Els dos joves aniran descobrint mentides i secrets guardats entre les parets del Gran Hotel.

## Personatges
- Julio Olmedo / Julio Espinosa (Yon González)
- Alicia Alarcón (Amaia Salamanca)
- Ángela, la gobernanta (Concha Velasco)
- Javier Alarcón (Eloy Azorín)
- Doña Teresa de Alarcón (Adriana Ozores)
- Sofía Alarcón (Luz Valdenebro)
- Alfredo Vergara (Fele Martínez)
- Cristina Olmedo (Paula Prendes)
- Belén (Marta Larralde)
- Andrés Alarcón / Andrés Cernura (Llorenç González)
- Pascual (Alejandro Cano)
- Diego (Pedro Alonso)
- Benjamín (Manuel de Blas)
- Sebastián (Iván Morales)
- Detectiu Ayala (Pep Anton Muñoz)

## Episodis i audiències
| Capítol           | Nom                        | Data d'emissió                 | Audiència | Share | Ver |
| ----------------- | -------------------------- | ------------------------------ | --------- | ----- | --- |
| PRIMERA TEMPORADA |                            |                                |           |       |     |
| 1 (1)             | La doncella en el estanque | Dimarts 4 d'octubre de 2011    | 3.719.000 | 20,0% |     |
| 2 (2)             | El anónimo                 | Dimarts 11 d'octubre de 2011   | 3.477.000 | 19,7% |     |
| 3 (3)             | El cuchillo de oro         | Dimarts 18 d'octubre de 2011   | 3.401.000 | 18,6% |     |
| 4 (4)             | La casa abandonada         | Dimarts 25 d'octubre de 2011   | 3.302.000 | 17,8% |     |
| 5 (5)             | Luna de sangre             | Dimarts 1 de novembre de 2011  | 3.412.000 | 18,6% |     |
| 6 (6)             | La joya desaparecida       | Dimarts 8 de novembre de 2011  | 3.284.000 | 17,9% |     |
| 7 (7)             | La carta robada            | Dimarts 22 de novembre de 2011 | 3.562.000 | 19,0% |     |
| 8 (8)             | La sangre de la doncella   | Dimarts 29 de novembre de 2011 | 2.963.000 | 16,2% |     |
| 9 (9)             | La huella                  | Dimarts 6 de desembre de 2011  | 3.443.000 | 19,1% |     |